# Budkov (Vysočina)
Budkov é uma comuna checa localizada na região de Vysočina, distrito de Třebíč.